# Ludwig Karl Wilhelm von Gablenz
Ludwig Karl Wilhelm von Gablenz (Jena, 19 luglio 1814 – Zurigo, 28 gennaio 1874) è stato un militare e politico austriaco.

## Biografia

### Gli inizi e la campagna del '48
Ludwig Karl Wilhelm von Gablenz nacque il 19 luglio 1814 a Jena, figlio del tenente generale sassone Heinrich Adolf von Gablenz. Avendo intrapreso la carriera militare, egli frequentò l'accademia di Dresda nel 1831 e divenne Secondo Luogotenente nel reggimento delle guardie di Sassonia nel 1833 dell'esercito austriaco.
Egli prestò quindi servizio alternativamente nello staff di ufficiali di cavalleria e fanteria. Nel 1848 divenne aiutante generale durante la soppressione delle rivolte in Italia settentrionale. Dopo la Battaglia di Custoza venne promosso Maggiore e venne inviato in Ungheria col grado di capo dello staff delle truppe alle dipendenze del generale Schlick. In Ungheria prese parte a 46 tra scontri e battaglie a fianco del suo generale, ricevendo la croce di Cavaliere dell'Ordine Militare di Maria Teresa il 4 gennaio 1849 e venendo promosso nell'estate di quello stesso anno al grado di luogotenente colonnello e comandante del reggimento di dragoni "principe Eugenio" che prese parte alla Battaglia di Komorn.
Quando nell'autunno del 1850 il pericolo di una collisione nei rapporti tra Prussia ed Austria si fece sempre maggiore, egli venne nominato colonnello ed assegnato allo staff generale delle armate di Boemia, venendo ad ogni modo presto richiamato per una missione diplomatica a Dresda. Nel 1854 venne nominato maggiore generale col compito di comandante della 1ª Brigata di cavalleria, agendo in prevalenza lungo il Danubio.

### La seconda guerra d'indipendenza e la guerra austro-prussiana
Con lo scoppio della guerra austro-sarda del 1859 venne trasferito al comando di una brigata del 7º Corpo d'armata e combatté la battaglia di Magenta e quella di Solferino e San Martino. Nel 1862 venne promosso al grado di Feldmaresciallo Secondo Luogotenente e nel 1864 prese parte alla guerra austro-prussiana per la questione danese come comandante del 6º Corpo d'armata sotto il generale Wrangel. La sua abilità portò il suo corpo d'armata alla vittoria della Battaglia di Oberselk il 3 febbraio di quell'anno e ad altre vittorie nello Schleswig, occupando dal 6 febbraio l'area. Alla pace di Vienna tornò alla capitale imperiale ed il 4 settembre 1865 venne nominato governatore generale dell'Holstein, godendo di una vasta popolarità.
Nel 1866, durante la guerra austro-prussiana l'Austria venne costretta a cedere l'Holstein e von Gablenz divenne comandante del 10º Corpo d'armata, col quale il 27 giugno 1866 partecipò alla Battaglia di Trautenau, in Boemia. Nel settembre del 1866 venne temporaneamente dimesso dal servizio.
Nel 1868 venne nominato comandante generale di Croazia e Slavonia, nel 1869 divenne comandante generale di Ungheria e dal 1870 venne promosso a generale di cavalleria, partecipando l'anno successivo in nome dell'Imperatore Francesco Giuseppe alla cerimonia di proclamazione dell'Impero tedesco.
Karl Wilhelm von Gablenz si suicidò con un colpo di pistola il 28 gennaio 1874 a Zurigo come conseguenza di un tracollo finanziario.
Nella vita privata, Ludwig von Gablenz aveva sposato nel 1853 a Vienna, Helene von Eskeles (1837-1899), figlia cattolica del banchiere ebreo Denis von Eskeles. The name combination took place 1873.

## Araldica
| Stemma | Descrizione                                        | Blasonatura |
|        | Ludwig Karl Wilhelm von Gablenz Barone von Gablenz | Inquartato: al 1° d'azzurro alla rondine volante; al 2° d'argento a quattro onde rosse; al 3° come al 2°; al 4° d'azzurro alla cicogna passante al naturale |